# 大停電の夜に
『大停電の夜に』（だいていでんのよるに）は2005年の日本映画。第18回東京国際映画祭特別招待作品。
東京でクリスマスに大停電が発生したという設定で様々な人間模様を描く。本作品の監督・源孝志は2003年8月14日にニューヨークで発生した大停電（2003年北アメリカ大停電）を扱ったドキュメンタリー『ニューヨーク大停電の夜に』（2003年、NHKハイビジョン）で構成を務め、その後、大停電をテーマとして新たに制作された映画が本作である。

## ストーリー
2005年12月24日、クリスマス・イヴ。かつての恋人を待つバーのオーナー、愛人に呼び出されホテルへと向かう男、手術を目前に控え生きることに迷いを感じる少女、それぞれのクリスマスが始まろうとしているその時、街から光が消える。暗闇に沈む東京で一夜限りの物語が動き出す。やがて、晋一のバーにキャンドルが灯され、そこに様々な人々が集まる。

## スタッフ
- 監督：源孝志
- 脚本：相沢友子、源孝志
- 音楽：菊地成孔
- 撮影：永田鉄男
- 美術：都築雄二
- 照明：和田雄二
- 録音：深田晃
- 装飾：佐藤孝之
- 編集：岡田輝満
- 助監督：宮下健作、小林祐介、本間久雄
- 製作担当：市川幸嗣
- ラインプロデューサー：鈴木嘉弘
- スクリプター：岩倉みほ子
- 音響効果：佐古伸一
- VFX・CG：オムニバス・ジャパン（石井教雄）
- 操演：テイクワン
- カースタント：スーパードライバーズ
- タイトル：マリンポスト
- 現像：IMAGICA
- スタジオ：日活撮影所
- 特別協賛：味の素AGF
- 協賛：全日本空輸
- スーパーバイザー：柘植靖司、小川真司
- プロデューサー：荒木美也子
- エグゼクティブプロデューサー：椎名保
- エグゼクティブアドバイザー：原正人
- 製作：「大停電の夜に」フィルムパートナーズ

## キャスト
木戸晋一：豊川悦司
かつての恋を待っていた。
佐伯遼太郎：田口トモロヲ
妻と恋人の間で揺れていた。
佐伯静江：原田知世
秘めた思いに迷っていた。
大鳥銀次：吉川晃司
失った愛に向かっていた。
杉田礼子：寺島しのぶ
結婚という幸せを感じていた。
草野美寿々：井川遥
一つの恋に別れを告げていた。
李冬冬：阿部力
上海の恋人を想っていた。
田沢翔太：本郷奏多
謎の人工衛星を見つけていた。
梶原麻衣子：香椎由宇
生きることに迷っていた。
叶のぞみ：田畑智子
幸せの明かりを灯していた。
遼太郎の父：品川徹
国東小夜子：淡島千景
ある告白をしようとしていた。
国東義一：宇津井健
愛する人の真実を知ろうとしていた。
他：田口浩正、鈴木砂羽、マギー、平岡映美、政岡泰志、嶋崎伸夫、野沢由香里、少路勇介、宮城孔明、本多瑛未里、藤村あさみ、両國宏、宮沢紗恵子、藤井佳代子　ほか

## 封切り
全国182スクリーンで公開され、11月19日・20日の全国週末興行成績（興行通信社）では観客動員が3万7871人、興行収入5200万円強を記録し、5位発進する。最終興行収入は3.2億円となった。

## 音楽
- ジャズ・スタンダード「マイ・フーリッシュ・ハート」が本作のモチーフとなっている。ビル・エヴァンスのアルバム『ワルツ・フォー・デビイ』収録のヴァージョンが使用され、監督の源孝志は、敢えて日本盤レコードの初回盤（1962年発売）を探し出したという。
- 音楽を担当したジャズ・サックス奏者、菊地成孔は、クリスマスの感じを出すために、ヨハン・パッヘルベルの「カノン」を意識して作曲を行ったと語っている。
- ジャズ・バーのマスターを演じた豊川悦司は、役作りのために菊地雅晃（菊地雅章の甥に当たるジャズ・ベーシスト）からウッドベースを習った。

※この節の出典 - ぴあMOOK ジャズワンダーランド（ぴあ、ISBN 4-8356-0768-6）

## 関連商品

### 書籍
- 源孝志『大停電の夜に』（2005年11月19日、講談社）ISBN 4-06-213217-6

### 漫画
- 松苗あけみ・カリュアード（源孝志、相沢友子）（原作） 『大停電の夜に』 講談社〈ワイドKC〉、全1巻
  1. 2005年11月7日発行[4]、ISBN 4-06-337584-6

### DVD / Blu-ray
- 大停電の夜に〜ナイト・オン・クリスマス〜（DVD1枚組、2005年11月11日発売、発売元・アスミック・エース、販売元・角川映画）

映画『大停電の夜に』を舞台にしたフェイク・ドキュメンタリーDVD。日向朝子監督。
- 大停電の夜に DVD スペシャル・エディション（初回限定生産2枚組、2006年5月12日発売、発売元・アスミック・エース、販売元・角川映画）
  - ディスク1：本編DVD
    - 映像特典
      - 劇場予告編・TVスポット集

    - 音声特典
      - オーディオコメンタリー（監督：源孝志×脚本：相沢友子×撮影：永田鉄男）

  - ディスク2：特典DVD
    - フェイク・ドキュメンタリー「大停電レポート」
    - メイキング・オブ「大停電の夜に」
    - 12人のオールキャストによる朗読ドラマ
    - 「光が消えるまで〜Candle LOVE」東京の明かりが消えるまで〜12人のキャストと歩むプロモーション映像ファイル
      - 東京の光を消してみよう! 製作プロジェクト発表記者会見
      - 真夏のメリークリスマス 完成披露試写会舞台挨拶
      - ヒューマン・クリスマス・ツリー点灯! 東京国際映画祭
      - 東京の光が消えた日 公開初日舞台挨拶
      - マイ・フーリッシュ・ハート 吉川晃司プレミアムライブ特別収録

  - 封入特典
    - ブックレット

  - 特製アウターケース付き
- 【TCE Blu-ray SELECTION】大停電の夜に ブルーレイ スペシャル・エディション（BD1枚組、2012年9月5日発売、発売元・アスミック・エース、販売元・TCエンタテインメント）
  - 映像・音声特典：「12人のオールキャストによる朗読ドラマ」を除いた全映像・音声特典を収録

## その他
- TOKYO FM系列5局ネットで2005年9月 - 11月までラジオドラマも放送されていた。ネット局：エフエム東京、エフエム大阪、エフエム愛知、エフエム福岡、エフエム北海道

## テレビ放送
2008年1月1日や同年5月14日と7月30日、10月13日にBSジャパンにて放送され、2009年12月23日や2010年12月22日にNHKBS2にて放送されている。